# Maison Porte
La maison Porte est une maison inscrite monument historique située dans la ville de Brioude, sous-préfecture de la Haute-Loire, et dans la région administrative de l'Auvergne-Rhône-Alpes.

## Description historique
La maison doit sans doute dater du XIIe siècle, un premier remaniement est effectué au XIIIe siècle avec l'établissement de bandeaux à gorges profondes aux fenêtres des premier et second étages ainsi que le remplacement des pleins cintres par des trèfles avec écoinçons timbrés de rosaces. 
Les bandeaux en lave et les fenêtres rectangulaires datent sûrement du XVIe siècle. 
Les façades sont inscrites au titre des monuments historiques par arrêté du 19 mai 1925.